# Cernotina stannardi
Cernotina stannardi är en nattsländeart som beskrevs av Ross 1952. Cernotina stannardi ingår i släktet Cernotina och familjen fångstnätnattsländor. Inga underarter finns listade i Catalogue of Life.